# 澄合トンネル
澄合トンネル（すみあいトンネル）は、広島県山県郡安芸太田町にある中国自動車道のトンネル。開通当初、シェルターで連結されていた上り線の三谷澄合トンネル（みたにすみあいトンネル）、シェルターを撤去した後の三谷トンネル（みたにトンネル）についてもここで記述する。

## 概要
広島北JCT - 戸河内ICは、下り6本、上り7本の長距離トンネルが存在する山岳区間。三谷トンネルは上り線のみにある。
開通時は、戸河内側の三谷トンネルと広島北側の澄合トンネルをシェルターで連結して、三谷澄合トンネルとして運用していたため、下り線の澄合トンネル（全長704m）よりも長い900mだった。開通から30年余り経ち、シェルターの老朽化が進んだためこれを撤去することとなった。しかし、近年のスタッドレスタイヤの普及に伴い、新たなシェルターの設置は不要だとみなされたため、三谷トンネルと澄合トンネルとして分離されることとなった。
開通当初は上り線のトンネルを使用して暫定2車線で供用していたため、上り線内部には若干凹凸が見られる他、当時の対面通行の跡が僅かながら残っている。

## 歴史
- 1983年3月24日：広島北JCT - 鹿野IC間の開通と共に供用開始（当時は暫定2車線供用）。
- 1992年11月15日：下り車線のトンネルが開通。これにより中国自動車道が全線4車線された[2]。
- 2016年11月7日夜 - 11月10日朝：この期間の夜間通行止めで、上り線の三谷トンネル・澄合トンネル間のシェルターを撤去。三谷トンネル・澄合トンネルとして分離して運用開始[3]。

## 隣
ここでは、広島北JCT - 戸河内IC の長距離トンネル群も記載する。
E2A 中国自動車道
(26)広島北JCT - 牛頭山トンネル - 平トンネル - 船場トンネル - 澄合トンネル -  三谷トンネル（上り線のみ） - 加計東トンネル - (26-1) 加計SIC・BS - 加計西トンネル - (27)戸河内IC